# Maxomys hylomyoides
Maxomys hylomyoides är en däggdjursart som först beskrevs av Robinson och Cecil Boden Kloss 1916.  Maxomys hylomyoides ingår i släktet taggråttor, och familjen råttdjur. IUCN kategoriserar arten globalt som otillräckligt studerad. Inga underarter finns listade i Catalogue of Life.